# Strike Up the Band (Bobby Hackett Zoot Sims Bucky Pizzarelli)
Strike Up the Band è un album di Bobby Hackett, Zoot Sims e Bucky Pizzarelli, pubblicato dalla Flying Dutchman Records nel 1975. Il disco fu registrato il 3 agosto 1974 a New York City, New York.

## Tracce
Brani composti da Bob Thiele e Glenn Osser, tranne dove indicato
Lato A
1. Strike Up the Band – 3:31 (George Gershwin, Ira Gershwin)
2. Blue Moment – 5:24
3. Full Circle – 3:43
4. Embraceable You – 3:03 (George Gershwin, Ira Gershwin)
5. Zoot's Toot – 5:00

Lato B
1. Ken's Song – 2:23
2. These Foolish Things – 5:48 (Harry Link, Jack Strachey, Albert Eric Maschwitz)
3. Teresa Be – 3:23
4. Bobby's Tune – 3:30
5. What Is This Thing Called Love? – 3:42 (Cole Porter)

## Musicisti
- Bobby Hackett - tromba
- Zoot Sims - sassofono tenore
- Bucky Pizzarelli - chitarra
- Hank Jones - pianoforte
- Richard Davis - contrabbasso
- Mel Lewis - batteria
- Glenn Osser - conduttore musicale, arrangiamenti[3]